# Carrer d'Espinach
Carrer d'Espinach és una via urbana de Tarragona protegida com a Bé Cultural d'Interès Local.

## Descripció
La construcció del barri del Serrallo va comptar amb diverses campanyes promogudes pels propietaris. Es tractava d'una zona paupèrrima, però alguns terratinents com ara els Espinach, van aconseguir beneficiar-se amb el negoci immobiliari. Van promoure unes cases de lloguer des del número 2 fins al 8. La casa número 10 té una organització de frontis similar.
El carrer Espinach forma part de la urbanització de la primera zona del Serrallo. Al llarg del carrer trobem diversos models d'arquitectures desenvolupades per a la zona i, fins i tot, d'algunes construccions dels anys 40 amb un caràcter propi del barri.
Hi ha una arquitectura que ens mostra el tipus d'habitatge propi de la zona, tant per la disposició dels baixos com per l'organització de l'alçat. Es tracta dels números 29, 17, o bé 7.